# The Footlights of Fate
The Footlights of Fate è un film muto del 1916 diretto da William Humphrey.
La sceneggiatura si basa sul romanzo Joan Thursday di Louis Joseph Vance, pubblicato a Boston nel 1913.

## Trama
Quando Joan Thursday viene licenziata perché non accetta le avances del caporeparto del negozio dove lavora, suo padre, un beone, la butta fuori di casa. La giovane comunque riesce a trovare un altro lavoro come segretaria di un commediografo, John Matthias, con il quale comincia una storia d'amore dopo che lui viene lasciato dalla fidanzata Venetia che gli preferisce Marbridge, un ricco finanziatore di spettacoli teatrali. Joan e John si sposano ma il loro matrimonio finisce ben presto perché la donna, nonostante le obiezioni del marito, diventa attrice, sostenuta da Marbridge. Quest'ultimo, la sera del debutto, cerca di sedurla ma nel camerino irrompe Nell, una sua ex, che - per vendicarsi - lo uccide. Joan, il cui padre alcoolizzato si è ravveduto, torna a casa, decisa a continuare la sua carriera di attrice sola o con John, se il marito ritornerà sui suoi passi e accetterà la sua scelta.

## Produzione
Il film fu prodotto dalla Vitagraph Company of America.

## Distribuzione
Distribuito dalla V-L-S-E, il film uscì nelle sale cinematografiche statunitensi il 21 agosto 1916.